# Écriture assistée par intelligence artificielle
L'écriture assistée par intelligence artificielle (IA) ou est technique d'écriture qui repose sur l'utilisation d'algorithmes de génération de texte s'appuyant sur des grands modèles de langage pré-entraînés sur de vastes corpus de données.
L'émergence des intelligences artificielles génératives au début des années 2020, permet de produire notamment du contenu textuel cohérent et fluide, simulant la rédaction humaine à partir d'instructions formulées par un opérateur humain. L'introduction au grand public des agents conversationnels tels que ChatGPT, Bard, Microsoft Bing offre la possibilité de produire du contenu rapidement, réduisant le temps passé à rédiger certains types de documents ou de textes.
Outre capacité à détecter les erreurs d'orthographe, de grammaire et de style, les intelligences artificielles peuvent également proposer des suggestions pertinentes pour améliorer la clarté et la cohérence du texte. Selon certains concepteurs, des modèles développés peuvent favoriser la créativité en suggérant des idées nouvelles ou en offrant des angles d'approche différents.
Bien que l'écriture assistée par IA présente de nombreux avantages, elle ne remplace pas complètement les compétences et le jugement humains. Utilisée comme un outil complémentaire à la pensée et à la créativité humaine, elle possède des applications variées et a un impact significatif dans le monde professionnel,.